# بوریس بکر
بوریس فرانتس بکر (به آلمانی: Boris Franz Becker) (زادهٔ ۲۲ نوامبر ۱۹۶۷) تنیسور حرفه‌ای شمارهٔ یک سابق جهان از آلمان است. وی قهرمان ۶ گرند اسلَم در بخش انفرادی، برندهٔ مدال طلای المپیک ۱۹۹۲ بارسلون و جوان‌ترین قهرمان بخش انفرادی ویمبلدون در طول تاریخ با کسب این عنوان در ۱۷سالگی است.

## پس از بازنشستگی
پس از بازنشستگی از تنیس، زندگی خصوصی بکر سوژه نشریات زرد‌‌ بود. زیرا همزمان با داشتن همسر، روابط عاطفی و جنسی زیادی با زنان دیگر داشت. اما با وجود این خبرها درباره زندگی خصوصی، به دلیل شخصیت شوخ‌طبع و جذاب به یک کارشناس محبوب تنیس در برنامه‌های تلویزیونی تبدیل شد.
بکر همچنین برای مدتی رئیس اتحادیه تنیس آلمان بود. برجسته‌ترین بخش کارنامه حرفه‌ای بکر پس از بازنشستگی، سرمربی‌گری نواک جوکوویچ برای ۳ سال بود.

## محکومیت مالی
او در مه ۲۰۲۲ به بیش از ۲۰ مورد تخلف مالی محکوم شد. بوریس بکر در دادگاهی در لندن به دلیل زیر پا گذاشتن قوانین بریتانیا به دو سال و نیم زندان محکوم شد. بکر در ۲۱ ژوئن ۲۰۱۷ به دنبال پس ندادن وام  ۵۰ میلیون پوندی که برای خریدن املاکی در مایورکا گرفته بود اعلام ورشکستگی کرد. او محکوم شده که میلیون‌ها پوند دارایی خود را که باید با آن‌ بدهی‌های خود را می‌پرداخته پنهان کرده است.
او برای فرار از دادگاه اعلام کرد که به وابسته فرهنگی و ورزشی جمهوری آفریقای مرکزی در اتحادیه اروپا است مصونیت دیپلماتیک دارد. جمهوری آفریقای مرکزی،  وابسته فرهنگی و ورزشی بودن بوریس بکر را تایید اما داشتن مصونیت دیپلماتیک را رد کرد. پس از مدتی بکر نیز دیگر ادعای مصونیت دیپلماتیک نکرد.
بوریس بکر همواره از بیان مقدار دارایی‌های خود، سر باز می‌زند.